# Calligonum acanthopterum
Calligonum acanthopterum är en slideväxtart som beskrevs av Borszcz.. Calligonum acanthopterum ingår i släktet Calligonum och familjen slideväxter. Inga underarter finns listade i Catalogue of Life.